# Březina (přírodní rezervace)
Březina je přírodní rezervace jihovýchodně od obce Kostomlaty pod Milešovkou na rozhraní okresů Teplice a Litoměřice. Oblast spravuje AOPK ČR Správa CHKO České středohoří. Důvodem ochrany je živé rašeliniště ojedinělé v Českém středohoří, smíšené porosty a zbytek staré bučiny.

## Popis
Rezervace vznikla roku 1969 sloučením dvou chráněných území: Bukového vrchu a Rašeliniště pod Bukovým vrchem. Kromě druhů obvyklých v bučinách se zde vyskytují rosnatka okrouhlolistá (Drosera rotundifolia), suchopýr úzkolistý (Eriophorum angustifolium) a bublinatka jižní (Utricularia australis). Byl zde zjištěn výskyt 87 druhů obratlovců, významnými zástupci jsou čolek obecný (Lissotriton vulgaris), skokan hnědý (Rana temporaria) a ropucha zelená (Bufotes viridis). Stromy, tvořící zdejší bučinu, dosahují stáří kolem 190 let. Rašeliniště zarůstá břízou (Betula pendula) a orobincem (Typha latifolia), proto jsou nutné regulační zásahy.

## Přístup
V bezprostředním sousedství rezervace vede červená turistická značka spojující Černčice a Lukov. V tomto úseku probíhá její trasa společně s Naučnou stezkou Březina.